# Rue des Martyrs-de-la-Libération
Pour les articles homonymes, voir Martyrs de la Libération et Rue des Martyrs.
La rue des Martyrs-de-la-Libération (en occitan : carrièra dels Martirs de la Liberacion) est une voie de Toulouse, chef-lieu de la région Occitanie, dans le Midi de la France.

## Situation et accès

### Description
La rue des Martyrs-de-la-Libération est une voie publique. Elle se trouve dans le quartier du Busca.
La chaussée compte une voie de circulation automobile, en sens unique entre l'allée Frédéric-Mistral et la rue Bégué-David, puis à double-sens entre la rue Bégué-David et la rue du Japon. Elle appartient à une zone 30 et la vitesse y est limitée à 30 km/h. Il n'existe pas de bande, ni de piste cyclable, quoiqu'elle soit à double-sens cyclable sur toute sa longueur.

### Voies rencontrées
La rue des Martyrs-de-la-Libération rencontre les voies suivantes, dans l'ordre des numéros croissants :
1. Allée Frédéric-Mistral
2. Rue Bégué-David
3. Rue André-Delieux
4. Rue du Japon

### Transports
La rue des Martyrs-de-la-Libération n'est pas directement desservie par les transports en commun Tisséo. Elle est cependant accessible, du côté des allées Frédéric-Mistral et Serge-Ravanel, par le Linéo L9 et le bus 44. Plus au nord, le Boulingrin est desservi par la ligne de bus 66.
Il existe plusieurs stations de vélos en libre-service VélôToulouse dans les rues voisines : les stations no 114 (8 boulevard Monplaisir), no 115 (8 allée des Demoiselles) et no 127 (1 rue Bégué-David).

## Odonymie
La rue des Martyrs-de-la-Libération a reçu ce nom en 1944, après la Libération de la ville, sur décision de la nouvelle municipalité issue de la Résistance. Elle comptait rendre hommage aux « martyrs de la Libération », les Résistants tués dans le combat pour la Libération, et particulièrement ceux qui avaient été torturés ou exécutés au siège de la Gestapo et de la SIPO-SD (actuel no 2).
La rue, percée et aménagée vers 1870, avait reçu le nom de rue Neuve-Monplaisir, du nom du nouveau quartier qu'elle traversait – elle est d'ailleurs parallèle à la rue Monplaisir. En 1878, elle prit le nom de rue de Fourquevaux : peut-être s'agit-il d'un hommage à Raymond de Rouer de Beccarie de Pavie (en) (1508-1574), baron de Fourquevaux, militaire, capitoul, ambassadeur en Espagne, puis gouverneur de Narbonne, né à Toulouse. En 1910, on lui attribua le nom de rue Jean-Baptiste-Maignac, qu'elle conserva donc jusqu'en 1944,.

## Histoire
La SD allemand (la Gestapo) s'installe dans cette rue un temps, d'abord au numéro 15, puis au numéro 2. Le siège des auxiliaires français du SD était situé juste en face, à l'hôtel particulier Family, situé 1 rue Maignac.

## Patrimoine et lieux d'intérêt

### Musée Georges-Labit

no 43 : l'entrée du musée Georges-Labit.

Le musée Georges-Labit est un musée municipal consacré aux arts de l'Égypte antique et de l'Asie. En 1893, Georges Labit, voyageur, ethnologue et collectionneur, fait construire par l'architecte Jules Calbairac une villa qui permette d'accueillir les collections qu'il a rassemblées au cours de ses voyages. L'édifice est original pour l'utilisation d'un vocabulaire néo-mauresque dont l'exotisme satisfait les goûts esthétiques de Georges Labit. Rapidement, il ouvre son musée personnel à un public plus large. Après sa mort, son père Antoine Labit lègue la villa et les collections de son fils à la ville de Toulouse.

### Immeubles et maisons
- no  2 : hôtel Besaucèle, dit le « Petit château ». 
Un hôtel particulier est construit en 1912 par l'architecte Robert Boistel d'Welles pour le compte de Victor Besaucèle, médecin et homme politique toulousain, féru d'ornithologie et de taxidermie, artisan de la transformation du jardin des Plantes à la fin du XIXe siècle. Il appartient, au début de la Seconde Guerre mondiale, à des propriétaires juifs, et il est réquisitionné, puis occupé, entre mars 1943 et août 1944, par la Gestapo. 
L'hôtel Besaucèle, qui bénéficie d'un emplacement privilégié, s'élève à l'angle de l'allée Frédéric-Mistral (actuel no 7). L'imposant édifice, représentatif du style éclectique, se compose de plusieurs corps de bâtiment : un logis encadré de deux ailes en retour. Les élévations sont animées par la polychromie de la brique, utilisée pour les façades, et la pierre, utilisée pour les chaînages d'angle, les chambranles des fenêtres, les balcons et les corniches qui couronnent les élévations. Les toits à longs pans brisés sont couverts d'ardoise[6].

- no  13 : garage (années 1930, Antoine et Pierre Thuriès)[7].
- no  18 : immeuble (1930, Barthélémy Guitard et Jean Valette)[8].
- no  25 : maison (premier quart du XXe siècle)[9].
- no  26 : immeuble (1928, Barthélémy Guitard et Jean Valette)[10].
- no  28 bis : hôtel Verzanobre (1925, Antoine et Raymond Isidore)[11].
- no  35 : maison (1923, Antoine et Pierre Thuriès)[12].